# Njårdhallen
El Njårdhallen es un polideportivo cubierto situado en Vestre Aker, Oslo, Noruega. Fue diseñado por el arquitecto Frode Rinnan. Fue inaugurado en 1960 y diseñado por Frode Rinnan. Es utilizado principalmente por el club deportivo Njård para deportes bajo techo como el baloncesto y el balonmano. Anteriormente, principalmente en los años 1960 y 1970, fue utilizado para grandes reuniones y conciertos de rock. También se ha utilizado como un lugar de boxeo profesional.